# Chocodile
Chocodile — американское пирожное, придуманное и производимое американской пекарней Hostess Brands. Название, словослияние из «chocolate» (рус. шоколад) и «crocodile» (рус. крокодил), можно перевести на русский как «шокодил». «Чокодайл» выпускается в такой же упаковке, как и «Твинки», но по одной штуке, а не по три. На упаковке Чокодайл описывается как «бисквитный миниторт, покрытый шоколадом и заполненный сливочной начинкой». Неофициально также называется «Твинки в шоколаде».

## История
Всё время талисманом «Чокодайла» был персонаж по имени Чонси Чокодайл, но Hostess Brands в последние годы убрала его с упаковки и с веб-сайта.
С 1990-х годов Чокодайл не продаётся на Восточном побережье США. У Hostess Brands есть несколько заводов на Западном побережье, где делается и продаётся «Чокодайл».

## В культуре
«Чокодайл» является любимой закуской главного персонажа комикса Modest Medusa. Также Шокодил (как перевели в мультфильме) — любимая закуска Роджера из сериала Американский папаша!.